# Afonso I das Astúrias
Afonso I das Astúrias (693 – 757) "o Católico", filho do duque Pedro da Cantábria (m. 730) e de Gaudiosa, foi rei das Astúrias desde 739, até a sua morte em 757. Seu reinado viu uma extensão do domínio cristão das Astúrias, conquistando Galiza e Leão.
Ele sucedeu seu cunhado Fávila e foi sucedido por seu filho, Fruela I. O filho mais novo de Alfonso, Mauregato, também se tornou rei, e sua filha Adosinda foi consorte do rei Silo das Astúrias. A dinastia iniciada por Alfonso, era conhecida no Al-Andalus contemporâneo como a dinastia Asturo-Leonesa.

## Biografia

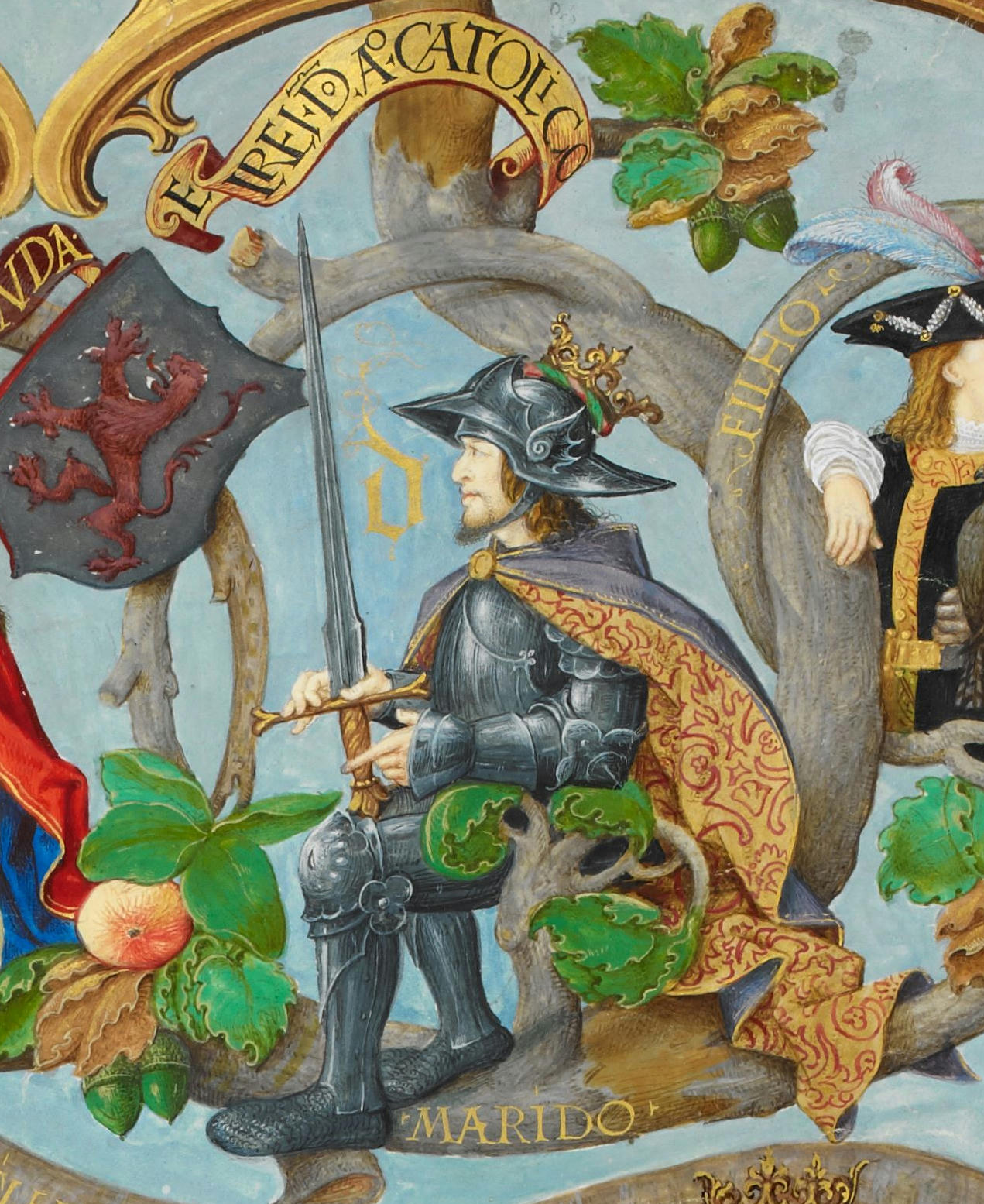
Afonso das Astúrias, em iluminura da Genealogia dos Reis de Portugal (1530-1534).

Pouco depois da Batalha de Covadonga em 722, Afonso foi a Astúrias e colaborou nas campanhas militares de Pelágio e casou-se com Ermesinda, sua filha e de Gaudiosa, tornando-se, portanto, seu genro.  Era herdeiro das terras na Cantábria por parte do seu pai, o duque Pedro de Cantábria.
Depois da morte do rei Fávila em 739, o povo aclamou-o rei, unindo assim, sob um único líder, os dois núcleos que ficaram em rebelião e insubordinação contra os invasores muçulmanos: Astúrias e o ducado de Cantábria.  Governou durante 19 anos e com ele, retoma-se a reconquista, aproveitando as guerras internas dos mouros.
Se Pelágio ou Favila já foram considerados reis em sua vida, é discutível, mas Alfonso certamente era. Em 740, ele conquistou Galiza e em 754, Leão. Ele avançou até La Rioja, entretanto, as poucas populações urbanas dessas regiões fronteiriças fugiram para os seus domínios do norte, deixando um depósito despovoado entre os estados cristão e muçulmano.
Isso criou o então chamado Deserto de Douro, uma região vazia entre o rio Douro e as montanhas asturianas. Alfonso pretendia isso; ele desejava criar uma área na qual qualquer exército invasor achasse difícil a sobrevivência. Além dos aspectos marciais, os efeitos demográficos e culturais dessa política na história posterior das Astúrias, da Espanha e Portugal, são grandes. Passaram-se mais de cem anos antes que a região fosse repovoada (um evento conhecido como Repoblación).
Os escritores árabes falam dos reis do noroeste da Península Ibérica como o Beni Alfons (descendentes ou Casa de Afonso), e parecem reconhecê-los como um "estoque" real galego, derivados de Alfonso I. Alfonso é creditado por estabelecer o santuário de Nossa Senhora de Covadonga, em comemoração à vitória de seu sogro na Batalha de Covadonga. Onde ele e sua rainha estão enterrados. O epitáfio deles diz:
"AQVI YAZE EL CATOLICO Y SANTO REI DON ALONSO EL PRIMERO I SV MVJER DOÑA ERMENISINDA ERMANA DE DON FAVILA A QVIEN SVCEDIO. GANO ESTE REY MVCHAS VITORIAS À LOS MOROS. FALLECIO EN CANGAS AÑO DE 757."
"Aqui jaz o Rei Católico e Santo Don Alfonso, o primeiro, e sua esposa Dona Ermesinda, irmã de Don Favila, a quem ele sucedeu. Este rei obteve muitas vitórias contra os mouros. Ele morreu em Cangas no ano de 757."
Foi sucedido pelo seu filho Fruela I das Astúrias, que subiu ao trono em 757.

## Descendência
Com Ermesinda, filha de Pelágio das Astúrias, teve a:
1. Fruela I das Astúrias (c. 722 - Cangas de Onís, 768) (Froila em galego-português) foi rei das Astúrias (757 - 768)
2. Vimerano das Astúrias (m. 765) Pai de Eneca, Infanta das Astúrias. Vimerano foi assassinado pelo irmão Fruela I.
3. Adosinda das Astúrias casada com Silo das Astúrias, rei das Astúrias de 774 a 783. Mãe de Addelgaster, que foi assassinado ainda jovem.

Fora do casamento, teve um filho com uma escrava chamada Sisalda de origem muçulmana:
1. Mauregato das Astúrias o Usurpador (m. 789), foi rei das Astúrias de 783 a 788 e casado com Creusa, pais que foram de Hermenegildo das Astúrias.